# Хоэнзатен
Хоэнзатен (нем. Hohensaaten) — часть города Бад-Фрайенвальде в Германии, в земле Бранденбург.
Население составляет 784 человека (по состоянию на 31 декабря 2006 года). Занимает площадь 21,90 км².